# Tayfur Havutçu
Tayfur Havutçu (Hanau, 23 april 1970) is een Turks voormalig voetballer die onder meer onder contract stond bij Beşiktaş en Fenerbahçe.

## Clubcarrière
Tayfur werd geboren in een Duits gastarbeidersgezin. Hij begon met voetballen bij de amateurs van SpVgg Langenselbold. Toen hij beter werd vertrok hij naar SG Egelsbach om van daaruit de stap te maken naar het professionele voetbal.
Na periodes bij Fenerbahçe en Kocaelispor vertrok Tayfur in 1997 naar Beşiktaş JK. Hij was familie van toenmalig voorzitter Süleyman Seba. Veel mensen dachten dat hij daardoor naar de club werd gehaald, maar later bleek dat Tayfur wel degelijk goede voetbalkwaliteiten had en werd hij zelfs aanvoerder. Tayfur was bij de Adelaars een van de meest gewaardeerde spelers.
In het seizoen 2005/06 was hij een van de technisch directeurs van Beşiktaş. Toen Jean Tigana in het seizoen 2006/07 de "zwart-witten" twee wedstrijden voor het einde van de competitie verliet, werd Tayfur gekozen om voor korte tijd te functioneren als hoofdtrainer.

## Interlandcarrière
De Duits-Turkse Tayfur speelde 46 interland (6 doelpunten). Een van zijn belangrijkste doelpunten was de penalty tegen Ierland in 1999, waardoor Turkije een ticket naar het Europees kampioenschap voetbal 2000 won.
1 Reçber ·
2 Havutçu ·
3 Temizkanoğlu  ·
4 Akyel ·
5 Özalan ·
6 Erdem ·
7 Buruk ·
8 Kerimoğlu ·
9 Şükür ·
10 Yalçın ·
11 Korkut ·
12 Çatkıç ·
13 Özköylü ·
14 Kaya ·
15 Izzet ·
16 Penbe ·
17 Derelioğlu ·
18 Akman ·
19 Ercan ·
20 Ünsal ·
21 Tuncay ·
22 Davala ·
Coach: Denizli
1 Reçber ·
2 Emre Aşık ·
3 Korkmaz ·
4 Akyel ·
5 Özalan ·
6 Erdem ·
7 Buruk ·
8 Kerimoğlu ·
9 Şükür  ·
10 Baştürk ·
11 Şaş ·
12 Çatkıç ·
13 Izzet ·
14 Havutçu ·
15 Nihat ·
16 Ümit Özat ·
17 Mansız ·
18 Penbe ·
19 Ercan ·
20 Ünsal ·
21 Emre Belözoğlu ·
22 Ümit Davala ·
23 Özgültekin ·
Coach: Güneş